# BMW R2

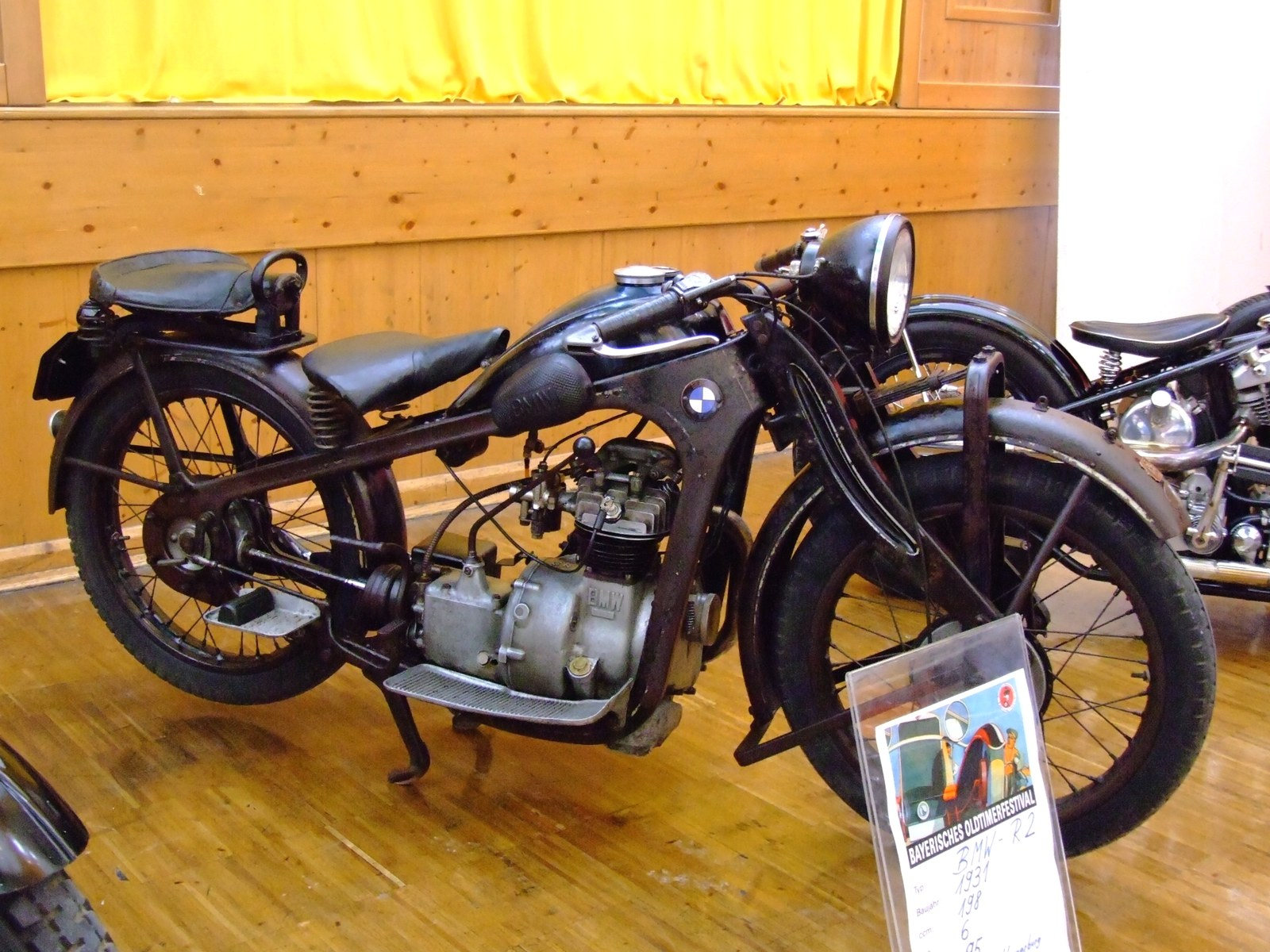
R2 uit 1931

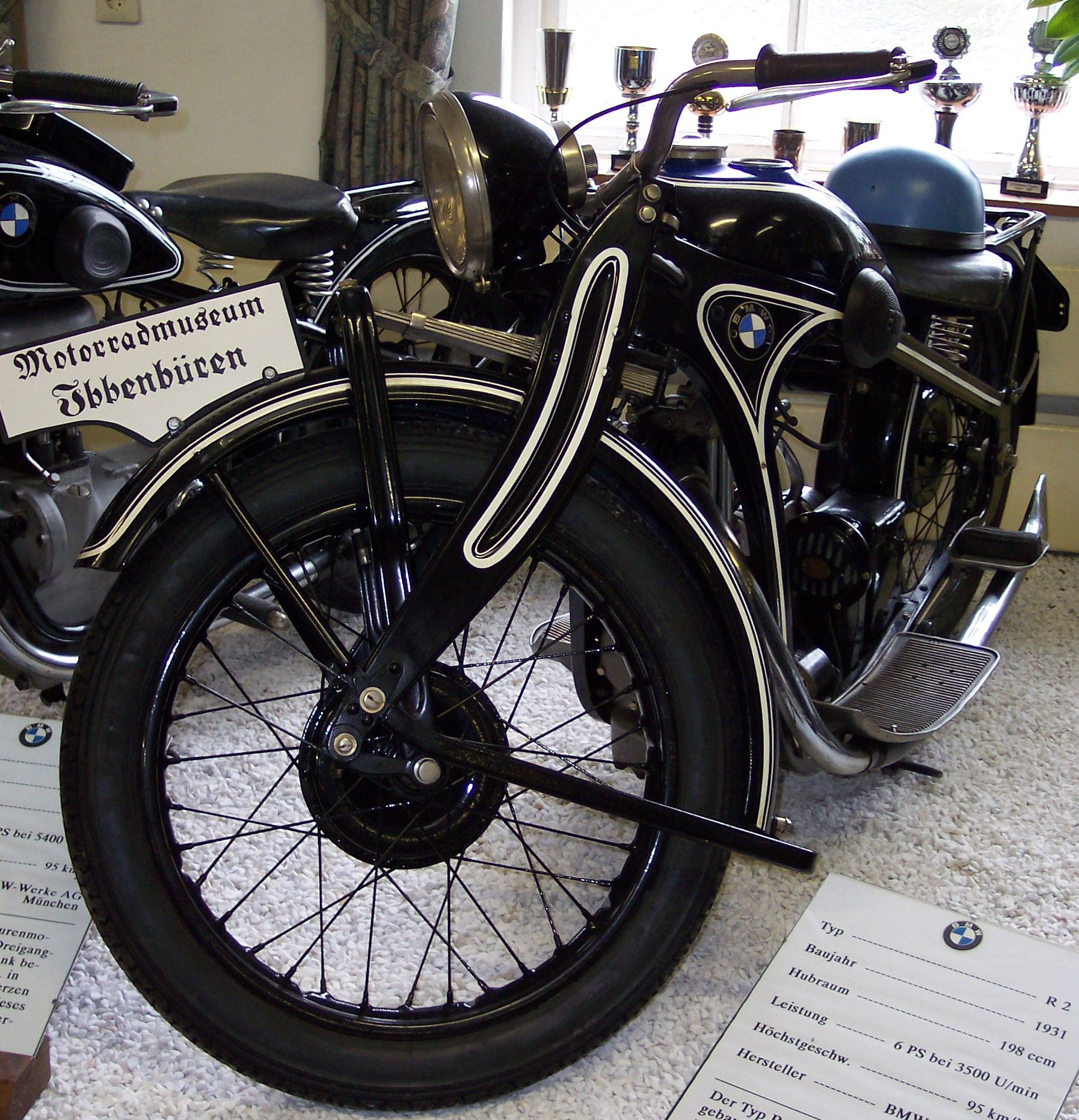
R2 uit 1931

De BMW R 2 is een motorfiets van het merk BMW.
Vanaf 1928 bepaalde de Duitse regering dat men motorfietsen tot 200cc belastingvrij en zonder rijbewijs mocht gebruiken. Een regeling die een beetje lijkt op de Nederlandse Onder-de-zestiger regeling, waarbij motorfietsen onder de 60 kg belastingvrij waren. Uiteraard zou het logisch zijn geweest als BMW daar direct op ingesprongen was. Mogelijk waren er twee factoren die bepalend waren voor het feit dat het tot 1931 zou duren eer men een 200cc model op de markt bracht:
- Het "Baukastensystem", waarbij men zo veel mogelijk onderdelen uitwisselbaar maakte, had ertoe geleid dat de R 39 uit 1925 erg duur was geworden. Dit kwam door de toepassing van het zware frame en wielophanging van de 500cc modellen. Daardoor was dit model al in 1927 weer verdwenen. Dit zou ook bij de R 2 kunnen gebeuren. De machine zou juist goedkoop moeten zijn omdat anders het belastingvoordeel teniet werd gedaan.
- De Beurskrach van 1929, waardoor het economisch toch al zwaar getroffen Duitsland, dat nog gebukt ging onder de herstelbetalingen na de Eerste Wereldoorlog een tweede klap kreeg.

Ondanks dit alles kwam de R 2 eencilinder in 1931 op de markt, en het was inderdaad een vrij duur (975 Reichsmark) machientje geworden. Toch werden er uiteindelijk tussen 1931 en 1936 15.000 verkocht.
Net als de andere modellen uit deze periode had de R 2 een dubbel wiegframe, uitgevoerd als geklonken plaatframe, een getrokken schommelvork met bladvering en asaandrijving.
In 1933 bracht Zündapp een vrijwel identieke motorfiets op de markt, de Zündapp OK 200. Deze had een trapeziumvork en een koningsasaandrijving van de nokkenas en leverde 8½ pk. Dat was wellicht de reden voor het verhoogde vermogen van de R 2 vanaf 1934.
De machine werd in vijf series geproduceerd:
- Serie I (1931) is de enige serie waarbij nog open klepveren werden toegepast, mogelijk uit kostenbesparing
- Serie II (1932 en 1933): Het kleppenmechanisme werd afgedekt met een kleppendeksel, de versnellingshendel werd gewijzigd en er was (vanaf juni 1933) een frictiedemper toegepast.
- Serie III (1934): De Sum carburateur werd vervangen door een Britse Amal, waardoor het vermogen steeg van 6 naar 8 pk.
- Serie IV (1935): Kleinere tank en gewijzigde koplamp
- Serie V (1936): Gewijzigde overbrengingsverhouding van de asaandrijving, breder achterspatbord met nummerplaathouder.

## Technische Gegevens
| Periode         | 1931-1936                          | 1931-1936                    | 1931-1936                    |
| Categorie       | toermotor                          | toermotor                    | toermotor                    |
| Motortype       | kopklepmotor                       | kopklepmotor                 | kopklepmotor                 |
| Bouwwijze       | langsgeplaatste eencilinder        | langsgeplaatste eencilinder  | langsgeplaatste eencilinder  |
| boring          | 63 mm                              | 63 mm                        | 63 mm                        |
| slag            | 64 mm                              | 64 mm                        | 64 mm                        |
| Cilinderinhoud  | 198 cc                             | 198 cc                       | 198 cc                       |
| Max. Vermogen   | 4,4 kW/6 pk (vanaf 1934 6 kW/8 pk) |                              |                              |
| Topsnelheid     | 80 km/h                            | 80 km/h                      | 80 km/h                      |
| Aandrijving     | as                                 | as                           | as                           |
| Rijwielgedeelte | dubbel wiegframe, plaatframe       | dubbel wiegframe, plaatframe | dubbel wiegframe, plaatframe |
| Drooggewicht    | 130 kg                             | 130 kg                       | 130 kg                       |
| Tankinhoud      | 10 ltr                             | 10 ltr                       | 10 ltr                       |
| Voorganger      | geen                               | geen                         | geen                         |
| Opvolger        | R 20                               | R 20                         | R 20                         |